# 石川県道177号城山線
石川県道177号城山線（いしかわけんどう177ごう じょうやません）は、石川県七尾市にある一般県道（石川県道）である。

## 概要
- 起点：石川県七尾市藤野町（＝藤野町北交差点・国道159号、国道249号藤橋バイパス交点）
- 終点：石川県七尾市矢田町ヌ48番地先（＝七尾城址前）

七尾市中心部から、南東に進み、七尾城跡に至る路線。
起点から七尾市中心部から能越道・七尾城山ICへのアクセス路としての役割を持つ。

## 歴史
- 1973年（昭和48年）3月31日：路線認定。認定当時、終点付近の地名は、七尾市古屋敷町だった。

## 接続道路
- 国道159号、国道249号（七尾市藤野町・藤野町北交差点：起点）

## 通過する自治体
- 石川県
  - 七尾市

## 周辺
- 七尾サンライフプラザ
  - 七尾市立本府中図書館
- ナッピィモール
- 七尾市立天神山小学校
- 鵬学園高等学校
- 七尾城史資料館
- 石川県立七尾児童会館
- 七尾城山運動公園
  - 七尾市城山体育館
  - 城山陸上競技場
  - 七尾城山野球場
- 希望の丘公園